# Elezioni legislative in Francia del 1936
Le elezioni legislative in Francia del 1936 per eleggere i 610 membri della Camera dei Deputati si sono tenute dal 26 aprile al 3 maggio. Il sistema elettorale utilizzato fu un maggioritario a doppio turno per ogni arrondissement.

## Risultati
|                                                           |                                                       |                                                     |            |      |       |
| Partito                                                   | Partito                                               | Partito                                             | Voti       | Voti | Seggi |
| Partito                                                   | Partito                                               | Partito                                             | Numero     | %    | Seggi |
|                                                           |                                                       | Sezione Francese dell'Internazionale Operaia (SFIO) | 1 955 306  | 19,9 | 149   |
|                                                           | Partito Radical-Socialista (PRRRS)                    | 1 422 611                                           | 14,4       | 113  |       |
|                                                           | Sezione Francese dell'Internazionale Comunista (SFIC) | 1 502 404                                           | 15,3       | 72   |       |
|                                                           | Unione Socialista Repubblicana (USR)                  | 648 406                                             | 6,6        | 29   |       |
|                                                           | Partito di Unità Proletaria (PUP)                     | 100 194                                             | 1,0        | 6    |       |
| Fronte Popolare                                           | Fronte Popolare                                       | Fronte Popolare                                     | 5 628 921  | 57,2 | 369   |
|                                                           |                                                       | Alleanza Democratica (AD)                           | 2 089 166  | 21,2 | 111   |
|                                                           | Partito Democratico Popolare (PDP)                    | 447 128                                             | 4,5        | 13   |       |
| Centro-destra                                             | Centro-destra                                         | Centro-destra                                       | 2 536 294  | 25,7 | 124   |
|                                                           | Federazione Repubblicana (FR)                         | Federazione Repubblicana (FR)                       | 1 666 004  | 16,9 | 113   |
|                                                           | Altre liste                                           | Altre liste                                         | 16 047     | 0,2  | 0     |
| Totale voti                                               | Totale voti                                           | Totale voti                                         | 9 847 266  | 100  | 610   |
| Elettori iscritti                                         | Elettori iscritti                                     | Elettori iscritti                                   | 11 795 000 | –    | –     |
| Astenuti                                                  | Astenuti                                              | Astenuti                                            | 3 456 232  | 16,5 | –     |
| Fonte: France Politique (voti), France Politique (gruppi) |                                                       |                                                     |            |      |       |